# Ramura marginală a șanțului cingular

Faţa medială a emisferei cerebrale.

Ramura marginală a șanțului cingular (Ramus marginalis sulci cinguli) sau șanțul marginal (Sulcus marginalis) reprezintă porțiunea posterioară ascendentă a șanțului cingular. Ea separă lobulul paracentral (aflat anterior) de precuneus (aflat posterior). Ramura marginală a șanțului cingular își are originea în șanțul cingular la nivelul părții posterioare a trunchiului corpului calos, se îndreptă în sus și înapoi, spre marginea superioară a emisferei, pe care produce adesea o crestătură vizibilă pe fața externă a emisferei, care este situată imediat posterior de girusul postcentral.